# Batalha de Kafr el Dauwar
A Batalha de Kafr el Dauwar foi um conflito durante a Guerra Anglo-Egípcia perto de Kafr el Dauwar, no Egito. A batalha ocorreu entre o exército egípcio, liderado por Ahmed Urabi, e as forças britânicas lideradas por Sir Archibald Alison. Como resultado, os britânicos abandonaram qualquer esperança que tinham de chegar ao Cairo a partir do norte, e mudaram a sua base de operações para Ismaília.

## Antecedentes
Após o bombardeamento de Alexandria em 11 de Julho de 1882, a cidade foi ocupada por uma força mista de marinheiros e fuzileiros navais. Os Egípcios retiraram-se para Kafr el Dawwar, onde começaram a construção de um acampamento entrincheirado que bloquearia a rota para o Cairo. Urabi exigiu que um sexto da população masculina de cada província fosse enviada para Kafr el Dawwar. Todos os velhos soldados foram chamados para servir novamente, e cavalos e provisões foram requisitados em todo lugar para o exército.
Em 17 de julho, Sir Archibald Alison desembarcou em Alexandria com os principais elementos da força expedicionária britânica: o Regimento de South Staffordshire e um batalhão do King's Royal Rifle Corps. Combinada com um batalhão de infantaria da Marinha Real Britânica e um número substancial de marinheiros de navios no porto, a força de Alison era de 3 755 homens, sete canhões de nove libras e dois canhões de sete libras, seis metralhadoras Gatling e quatro tubos de foguete. Ele enviou patrulhas em todas as direcções para averiguar a força e a localização dos egípcios, mas permaneceu na cidade.
Alison foi reforçado em 24 de Julho pela chegada da infantaria ligeira do Duque da Cornualha, uma ala do regimento real de Sussex e uma bateria de artilharia - um total de 1 108 homens. Ele imediatamente avançou para ocupar Mahatet el Raml onde ele estabeleceu uma base fortificada.
As forças egípcias na área foram estimadas mais tarde como quatro regimentos de infantaria, um de cavalaria e várias baterias de artilharia - totalizando 12 000 a 15 000 homens e superando em número a guarnição de Alexandria em pelo menos quatro para um.

## Batalha

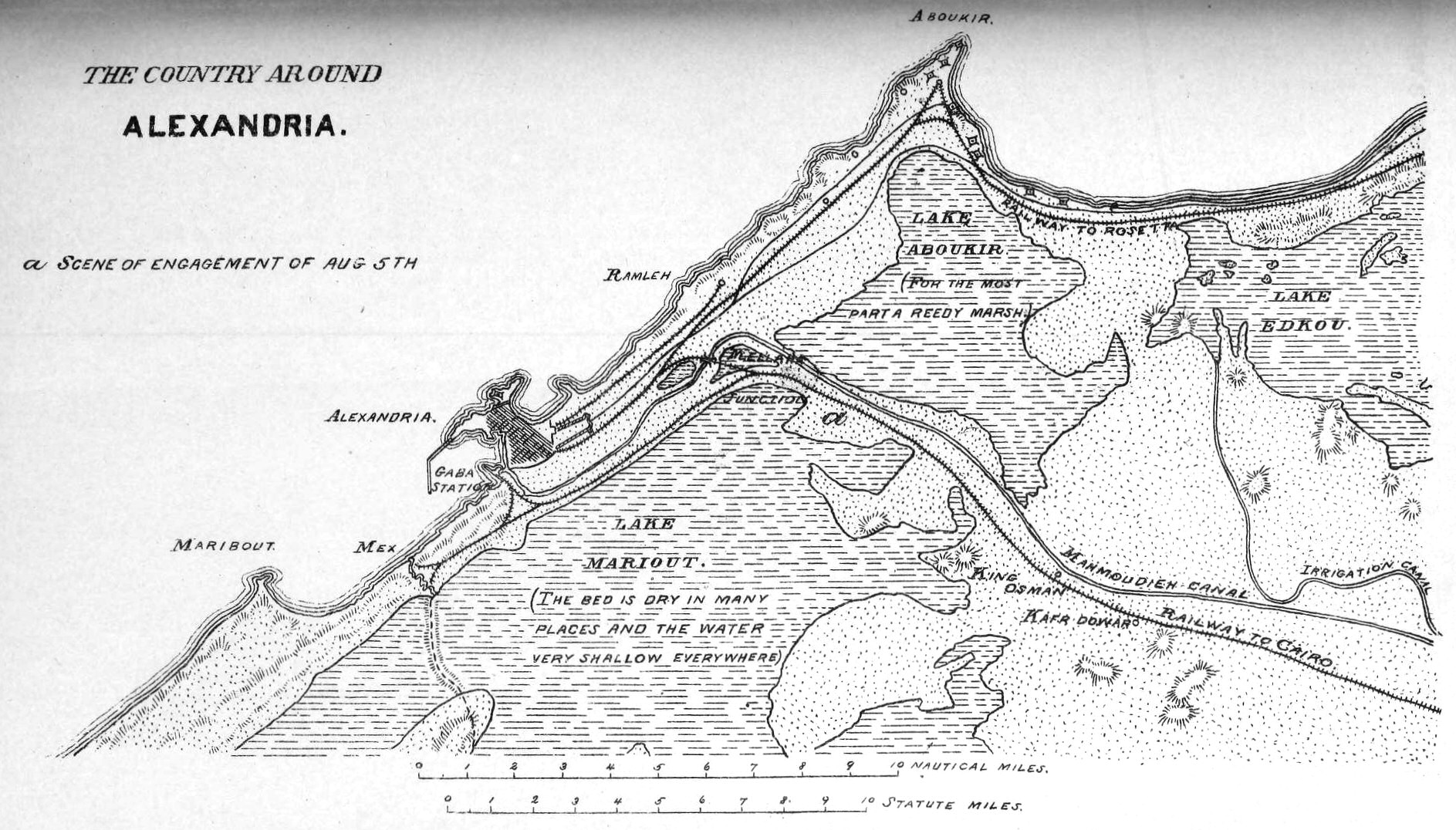
Este mapa mostra as principais caracteristicas do terreno a volta de Alexandria durante a Guerra Anglo-egípcia de 1882

Procurando determinar a força da posição de Kafr el Dauwar, e testar os rumores locais de que os egípcios estavam recuando, Alison ordenou um ataque de sondagem na noite de 5 de Agosto de 1882. A linha de ataque seguiria a linha férrea do Cairo e o Canal Mahmoudiyah, que levava aproximadamente paralelos uns aos outros, para as trincheiras de Urabi.
A força britânica foi dividida em duas alas: a ala esquerda seguiria o canal. Ele compreendia quatro companhias, cada uma dos regimentos de South Staffordshire e Duque da Cornualha (oitocentos homens ao todo), acompanhadas por uma arma de nove libras e oitenta soldados da infantaria montada que operariam na margem leste. Na Cisjordânia havia seis companhias de fuzis (quinhentos homens) e outra arma de nove libras. A ala direita seguiria a linha férrea e era composta por mil fuzileiros navais. Foi apoiado por um comboio blindado, uma ideia do capitão Jacky Fisher, que ostentava uma arma de quarenta libras, uma Nordenfelt, duas Gatling e mais dois de nove libras. Toda a força, incluindo os duzentos marinheiros que tripulavam o comboio e as armas de nove libras, somava cerca de 2 600 homens.
Enfrentando-os nas linhas de frente do Egito, estava um batalhão da Segunda Infantaria, um regimento de 1 200 homens e novecentos do Regimento Mustaphezin.Eles poderiam recorrer à artilharia e a outros suportes da principal posição egípcia.
As forças na margem oriental do canal avançaram com a infantaria montada liderando o caminho sob o comando do Capitão Parr e dos Tenentes Pigott e Vyse. Quando esses três oficiais, acompanhados por seis homens, cavalgaram à frente para fazer reconhecimento, encontraram por acaso um grande corpo de egípcios que imediatamente abriram fogo, ferindo mortalmente Vyse, matando outro homem e ferindo dois outros. O soldado Frederick Corbett deu um passo à frente e tentou estancar o sangramento das feridas do oficial enquanto estava sob fogo constante dos egípcios, mas sem sucesso: Vyse havia sido atingido na artéria femoral e sangrou até a morte em dez minutos. O grupo foi ordenado a retirar-se, e o fez carregando o corpo de Vyse com eles. Mais tarde, Corbett foi premiado com a Cruz Vitória pelas suas ações.
Na margem oeste do canal, de frente para os rifles, um grande número de tropas egípcias ocupava uma vala que percorria a frente toda, atrás da qual havia uma espessa cobertura de arbustos. Os rifles avançaram em ordem de escaramuça usando táticas de fogo e movimento para se aproximarem de seu inimigo. O arma de nove libras acompanhava-os ao longo do trilho do canal, disparando ocasionalmente projécteis para a posição egípcia. Os egípcios mantinham um fogo constante, mas impreciso, com a maioria de suas balas passando inofensivamente sobre as cabeças dos seus atacantes. Quando os rifles chegaram a cem jardas da vala, os egípcios já podiam ser vistos arrastando-se em dois e três para o mato atrás das suas posições. Quando a ordem foi dada para que os rifles colocassem as baionetas e carregassem, os defensores remanescentes fugiram, muitos jogando fora as suas armas no processo.
Neste ponto, a ala esquerda britânica foi obrigada a parar. O comandante dessa parte da força - o coronel Thackwell do South Staffordshires - recebeu ordens para avançar até chegar a uma casa branca na margem do canal, que marcava o ponto mais próximo do canal para a ferrovia. Infelizmente para os britânicos, havia outra casa branca a uma milha de distância de seu alvo, que o coronel Thackwell confundiu com seu objetivo. O erro teria sérias consequências para a outra coluna britânica.
A ala direita entrou em posição por via férrea, com o comboio blindado liderando o caminho e os fuzileiros seguindo um segundo comboio atrás. Logo depois de Mahalla Junction, a linha férrea estava quebrada, de modo que os fuzileiros desembarcaram e avançaram sob a cobertura do aterro da estrada de ferro. Os egípcios, tendo treinado a sua artilharia antecipadamente na linha, abriram fogo contra o comboio blindado. As armas ingleses de quarenta libras e duas de nove libras responderam até que silenciaram as baterias egípcias. As de nove libras então acompanharam os fuzileiros navais em seu avanço, enquanto as de qurenta libras continuaram a dar apoio ao fogo do comboio blindado.
Enquanto os fuzileiros se aproximavam da coluna da esquerda parada, foram atacados pelo flanco esquerdo de soldados egípcios posicionados ao longo das margens do canal. Vendo que não tinham apoio, os fuzileiros avançaram pelo terreno intermediário, disparando uma saraivada antes de investirem com as baionetas. Os egípcios fugiram em todas as direcções, muitos sendo abatidos ou afogados no canal enquanto tentavam alcançar a segurança.
Os britânicos estavam agora posicionados numa linha diagonal através do canal e da ferrovia. Enquanto uma forte força egípcia na margem leste do canal mantinha uma feroz luta contra os fuzileiros navais, o General Alison (que acompanhara a coluna da direita) conseguiu inspeccionar as fortificações egípcias. Isso ele fez por um período de cerca de 45 minutos. Por volta das 6:30 da tarde, com a luz falhando e os reforços egípcios aparecendo visivelmente, uma retirada geral foi ordenada e realizada com grande frieza e precisão. Às 8 da noite, todos estavam fora de ação.
As baixas britânicas foram um oficial e três homens mortos e 27 feridos, sendo 24 deles da coluna da direita. As perdas egípcias, de acordo com um desertor capturado quatro dias depois, foram três oficiais e 76 homens mortos e um grande número de feridos. Um oficial egípcio e 14 homens foram feitos prisioneiros. O Total de vítimas egípcias foi estimado em 200 homens.

## Reação
A ação foi relatada por "Urabi como uma batalha, e o Cairo estava cheio de notícias de que o avanço dos britânicos tinha sido repelido. Em Londres, o The Times relatou que "o resultado é sentido por todos os envolvidos como satisfatório". O observador militar dos EUA Caspar Goodrich, que poderia ter uma opinião um pouco menos partidária, expressou mais tarde essa opinião:
Além do efeito moral sobre a força de ataque de um golpe bem-sucedido com o inimigo, o reconhecimento em vigor era estéril de resultados. A força dos egípcios não foi desenvolvida nem averiguada, nem a posição da qual foram expulsos detida. O saldo de vantagens parece ser negativo [para os britânicos]; vidas valiosas foram sacrificadas, e o inimigo recuperou o terreno que havia perdido sem sofrer severamente o suficiente para ser seriamente afetado.
Posteriormente, a ação foi descrita por um historiador como uma "tentativa britânica de romper em Kafr el Dauwar [que] terminou em fracasso. A maioria dos outros, como Goodrich, descreve-a meramente como um reconhecimento em força que nunca foi planeado. como um grave ataque às linhas egípcias.

## Rescaldo
Tropas britânicas continuaram a chegar a Alexandria nos dias seguintes, com o próprio Comandante em Chefe Sir Garnet Wolseley chegando a 15 de Agosto. Dois dias depois, Wolseley ordenou o re-embarque de muitas de suas tropas, e deixou claro que ele planeava desembarcar as suas forças na Baía de Abuquir, de onde eles poderiam atacar os egípcios pelo flanco. Em 19 de Agosto, a frota zarpou e dezoito navios ancoraram na baía em preparação para o suposto ataque. Às 20h, no entanto, um sinal foi dado e a frota seguiu para o leste até Porto Said.
O caso todo tinha sido um ardil, destinado a atrair as forças de Urabi para Alexandria, e distraí-lo da verdadeira base de operações de Wolseley no Canal de Suez. Ele conseguiu de maneira admirável, e os ingleses conseguiram se estabelecer em Ismaília sem incidentes. Se Wolseley jamais pretendeu avançar seriamente sobre o Cairo diretamente de Alexandria é duvidoso, com pelo menos um relato sugerindo que ele sempre esperou que a batalha decisiva fosse travada em Tel el Kebir.
Wolseley deixou uma divisão em Ramleh para proteger Alexandria, sob o comando de Sir Edward Hamley. Essa força era composta de duas brigadas. A primeira, sob o comando de Sir Archibald Alison, era composta por um batalhão do Regimento Real Escocês e dois batalhões cada da Infantaria Leve Escocesa, os Gordon Highlanders e os Cameron Highlanders. A segunda, sob o comando de Sir Evelyn Wood, compreendia um batalhão do Regimento Real de Sussex, o Regimento Real de Berkshire, o Regimento de South Staffordshire e a Infantaria Ligeira do Rei de Shropshire. No dia 29 de Agosto Hamley, Alison e a sua brigada foram ordenados a se juntar à principal força britânica, deixando a brigada de Wood para guarnecer Ramleh sozinha.
A luta em torno de Kafr el Dauwar eclodiu várias vezes em Agosto de 1882. Os egípcios continuaram a ameaçar Alexandria, enquanto os britânicos faziam surtidas ocasionais para reconhecer a sua posição. Mas a frente de Alexandria tinha-se tornado um assunto à parte, a luta decisiva da guerra estava a acontecer ao longo do Canal da Água Doce.
O exército de Urabi foi decisivamente derrotado em Tel el Kebir em 13 de Setembro, e o Cairo rendeu-se aos britânicos no dia seguinte. As posições defensivas em Kafr el Dauwar foram abandonadas sem luta a Sir Evelyn Wood em 16 de Setembro. Elas foram consideradas excepcionalmente fortes, com linhas sucessivas de valas e aterros, passagens cobertas, posições de armas, redutos e barreiras, bem abastecido com moderna artilharia Krupp e armas e munições de todos os tipos. Mantidas por defensores determinados, elas teriam sido extremamente difíceis de tomar.